# NGC 4670
NGC 4670 é uma galáxia espiral barrada (SB0-a) localizada na direcção da constelação de Coma Berenices. Possui uma declinação de +27° 07' 33" e uma ascensão recta de 12 horas, 45 minutos e 16,9 segundos.
A galáxia NGC 4670 foi descoberta em 6 de Abril de 1785 por William Herschel.